# Кемніц (Грайфсвальд)
Кемніц (нім. Kemnitz) — громада в Німеччині, розташована в землі Мекленбург-Передня Померанія. Входить до складу району Передня Померанія-Грайфсвальд. Складова частина об'єднання громад Лубмін.
Площа — 19,21 км2. Населення становить 1150 ос. (станом на 31 грудня 2020).